# Szuhay Balázs
Szuhay Balázs (sz. Szluha Balázs; Budapest, 1935. október 20. – Budapest, 2001. május 11.) magyar színész, humorista, parodista, kabarészerző.

## Életpályája
A régi római katolikus nemesi származású verbói Szluha családnak a sarja. Apja verbói Szluha Benedek (1912–1946), huszár főhadnagy, gazdasági felügyelő, anyja haraszti Bernolák Erzsébet (1913–1985) volt. Az apai nagyszülei verbói Szluha Dénes (1879–1945), huszár kapitány, cecei földbirtokos, és lovasi Szakall Ilona (1880–1960) voltak. Az anyai nagyszülei haraszti Bernolák Nándor (1880–1951), jogász, a Bethlen-kormány népjóléti minisztere, politikus, egyetemi tanár és Antalffy-Zsíros Erzsébet (1886–1965) voltak. Szuhay/Szluha Balázsnak távoli rokona Szluha Márton (1935–2016) magyar genealógus, eredetileg építészmérnök, a Magyar Történelmi Családok Egyesülete (MTCSE) tagja.
Apja városházi tisztviselő volt, aki közvetlenül a háború után, 34 évesen meghalt. A két gyereket, Balázst és öccsét ettől kezdve anyjuk nevelte. Az elemi iskolát a piaristáknál kezdte, a 8. osztályt az államosítás után már egy körzeti általános iskolában végezte el. Polgári származása miatt állami középiskolába nem vették föl, így a Fasori Evangélikus Gimnáziumban folytatta tanulmányait. 1951 nyarán a családot kitelepítették Taktaszadára, ’53-ban térhettek vissza Budapestre. Ekkortól tanulmányait a Toldy Ferenc Gimnáziumban folytatta. A középiskolával párhuzamosan Rózsahegyi Kálmán színiiskoláját is elvégezte, ahol többek között Hofi, Sztankay és Sas József voltak évfolyamtársai. Pályáját 1955-ben a békéscsabai Jókai Színházban kezdte mint segédszínész. 1957-től már rendes színészként lépett fel a kecskeméti Katona József Színházban, majd a Vidám Színpadon, melynek 1960-tól 1992-ig oszlopos tagja volt és ahonnan a Mikroszkópba is gyakran átjárt játszani.

Kabarédarabok és vígjátékok írásával is foglalkozott, számait, villámtréfáit, jeleneteit többnyire maga írta. Kiváló parodista volt. A rendszerváltást követő években jobboldali konzervatív politikai szerepet vállalt, 1992-ben pedig – túl az első infarktusán – egy évre a Ludas Matyi főszerkesztője lett, miután Árkus József és csapata nem tudta továbbvinni az eredeti lap Új Ludas c. folytatását. Szuhay így írt a Ludasban, ’92-ben:

„Mostanában a gyerekverésnél is súlyosabb bűnnek számít némelyek szemében a kormánypártiság. Jómagam ezt épp ellenkezőleg vallom: ezt a kormányt a sajátomnak tudom, ezért nem fogom ütni-verni. De »nevelni« igen. Ha úgy vélem, hibázik, megfricskázom. Az ellenzéket is. 
Természetesen helyt adok az ellenvéleménynek is, ha az szellemes és nem üt övön alul. Legfeljebb vitázom vele. Merő önzésből. Mert hogyan várhatnám el, hogy valaki meghallgassa az én véleményemet, ha én nem hallgatom meg az övét?! Voltaire-rel vallom: ha egyetlen szavával sem értek egyet, akkor is mindent elkövetek, hogy elmondhassa. 
A politika amúgy is csak a humor egyik tárgya. Más kérdés, hogy mostanság hajlamosak vagyunk mindenbe politikát erőltetni.”

Tévéfilmekben forgatókönyvíróként is közreműködött. Vezette az Idesüss c. ifjúsági ajánlóműsort, valamint Árkus József előtt rövid ideig a Parabola c. szatirikus politikai tv-műsort. Legemlékezetesebb televíziós alakítása Hiszékeny úr a Zsebtévé több mint 30 epizódjában, 1975 és 1985 között. Legtöbbet azonban szinkronszínészként foglalkoztatták. Számos magyar és külföldi rajzfilmsorozat figuráihoz kölcsönözte a hangját: szerepelt többek között a Kukori és Kotkodában, a Dr. Bubóban, ő volt a Foxi Maxi-sorozat Kandúr Bandijának hangja, haláláig ő szinkronizálta A Simpson családban Homer főnökét, Ch. M. Burnst; a Kacsamesékben Dufi, a Jamie és a csodalámpában Fonák Tamás ellenkandúrnagy magyar hangjaként szólalt meg. Számos tévéfilmsorozatot és mozifilmet is szinkronizált, ő volt például Yoda mester eredeti magyar hangja a Csillagok háborúja V–VI. részében (A Birodalom visszavág és A jedi visszatér).
Három könyvet írt, Kiadom magam, Megmondtam százszor... és Az én rendszerváltásom címmel. Rendszeresen publikált a Pest Megyei Hírlapban és a Heti Magyarországban. 1998-tól A Szabó család c. rádiós családregény írója volt.
Színházi fellépésre utoljára 1994-ben Sas József invitálta a Mikroszkópba; e felkérésnek nem tudott eleget tenni, részt vett viszont Marton Frigyes meghívására a Rádiókabaré 25. évfordulóján rendezett gálaesten az MSZP székházában. Ekkor kereste meg őt Farkasházy Tivadar is azzal, hogy vegyen részt a rádió szilveszteri műsorában és vállalja el az 1995-ös Rádiókabaré szerkesztését. Ezekre már nem vállalkozott: 1994 végén bekövetkezett második infarktusa után egészsége nem állt helyre, gyakran volt betegállományban. 
2001. május 11-én egy újabb szívroham végzett vele. Felesége 1998-ban hunyt el. 65 évesen távozott, hátrahagyva két leányát, akik a pedagógusi pályát választották.

### Ügynökhíre
2014 októberében, halála után 13 évvel Szuhay Balázst ügynökhírbe keverték, Klapka György vállalkozó ugyanis a sajtónak azt nyilatkozta, hogy az Állambiztonsági Levéltártól kapott tájékoztatás szerint több ismert művész között egy olyan humorista is évekig jelentett róla, akiről – bár az illetőt nem nevesítette – elég sok életrajzi adatot hozott nyilvánosságra, s azok alapján a témáról elsőként cikkező Blikk.hu az ügynököt Szuhayval azonosította. Klapka azt nyilatkozta, hogy a róla jelentő személyek közül a szóban forgó, Viktor fedőnevű ügynök kiléte döbbentette meg legjobban, hiszen róla soha nem hitte volna, hogy együttműködhet az elhárítással. A Szuhay állítólagos ügynökvoltával kapcsolatos – a Blikk, majd más lapok által is tényként közölt – hírt egyéb adat ezidáig nem támasztotta alá, ráadásul egyik legközelebbi munkatársaként Verebély Iván is kétségbe vonta annak hitelességét, mert mint nyilatkozta, olyannak ismerte meg Szuhayt, aki nem értett egyet a rendszerrel, és soha semmi olyasmit nem tapasztalt a részéről, ami efféle szerepvállalásra engedett volna következtetni.

## Színpadi szerepei
- de Vega: A kertész kutyája (Octavio)
- Lehár: A mosoly országa (Ju-Li)
- Huszka: Bob herceg (Gipsy)
- Schiller: Stuart Mária (O’Kelly)
- Ábrahám: Bál a Savoyban (Musztafa ill. Speaker)
- Aldobolyi: Maszlag (Kikiáltó)
- Gay – Hacks – Asriel: Polly Amerikában (Horog Jakab)
- Praxy: Hölgyeim, elég volt! (Prefektus)
- Hol a határ?
- Volt egyszer egy wadkelet
- Zsudi: Egy füst alatt
- Minden jegy elkelt?
- Nem politizálunk!
- Ez van nyáron
- Lehet valamivel kevesebb?
- Hotel Varieté
- Tengerjáró Varieté
- Tabi: Enyhítő körülmény (Deme)
- Lepsénynél még megvolt (konferansz)
- Fekete: A Lilla-villa titka (Trumbecki)
- Az állam is felkopik…
- Szenes: Hajrá, magyarok!
- Szovjet kabaré (Konferanszié)
- I. Stok: Isteni komédia (Káin)
- Meddig lehet elmenni?
- A családban marad
- Nyomjuk a "sóder"-t?!
- Kazimir: Petruska (Vendéglős)
- Észnél legyünk!
- Dobogón vagyunk
- Micsoda cirkusz
- Él még a kabaré?!
- Lehetünk őszinték?
- Thyl Ulenspiegel
- Kazimir: Gargantüa és Pantagrüel (Ponokrátész)
- Mesebeszéd
- Rázzuk a rongyot
- Lassan a Pesttel!
- Karinthy: Teknősbéka, vagy ki az őrült a csárdában?
- Cooney: Délután a legjobb (Pincér)
- Ide figyeljetek, emberek!
- Kiskapu
- Galambos – Peterdi: Humor-Expressz
- Pénz beszél
- Róna: Több nyelven beszélünk
- Mindennap vasárnap
- Peterdi Pál: Nem az én aszfaltom!
- Feleki László: Jó éjszakát felnőttek, a Holdban vagytok már? (Ördög)
- Mindent egy helyen
- Dobozy – Boross: Váci utca (Képes Károly)
- Gádor: Álomlovag (James)
- Abay – Csorba: A Balaton szépe (Rádióriporter)
- Budapest 11 óra
- Kálmán Imre: A cirkuszhercegnő (Brusovszky kapitány)
- Csárdáskirálynő (Leopold Mária)
- Szűcs – Szenes: Elveszem a feleségem (Fürjes Elemér)
- Ez is csak nálunk lehet
- Ez van!
- Fehér akácok (App)
- Fiatalok és öregek
- Szinetár György: Fogad 3-tól 5-ig (Jancsika János)
- Hawaii rózsája (Bobbie Flips)
- Kimegyünk az életbe)
- Koldusdiák (Kadett)
- Kállai István: Majd a papa (Pocsai)
- Már egyszer tetszett
- Mesél a bécsi erdő (Sáni)
- Hívtak, jöttem!
- Nem félünk a tv-től
- Grimm: Piroska és a farkas (Csodakutya)
- Martos – Bródy: Sybill (Hajadonok vezetője)
- Tavaszi keringő (Gyuri)
- Rahmanov: Viharos alkonyat (Diák #1)

## Filmjei

### Játékfilmek
- Puskák és galambok (1961)
- Bliccelők (1962; kisjátékfilm) – Utas, „aki a barátnője mellé kéri a jegyet“
- Hattyúdal (1963) – Pincér
- Hahó, Öcsi! (1971) – Papagáj (hang)
- Volt egyszer egy család (1972)

| - Fenegyerekek (1968) - Svédcsavar (1976) - Zsebtévé 36-69. (1975-84, gyermekmagazin) – Hiszékeny úr (alias Hiszékeny Jenő) - Mindenért fizetni kell (1981) - Mindent vállalunk (1981) - Csak semmi politika (1982) (forgatókönyvíró is) - Mindenre van magyarázat! (1982) - A három Pestőr (1984) - Ez még semmi (1984) (forgatókönyvíró is) - Nincs mese! (1984) (forgatókönyvíró is) - Zsákutca (1984) - Gyuszi ül a fűben 3-6. (1989) (forgatókönyvíró is a 6. részben) - Szeszélyes évszakok (1989) - Uborka (1992; bábkabaréműsor) – (hang) | - Dugasz Matyi birodalma (1966) (hang) - Kukori és Kotkoda (1970-71) – Kopasznyakú (hang) - Kérem a következőt! (1973-83) – Kenguru (1-2. évadban); Játékvezető papagáj; Vadkandúr; Kakas (hang) - Mekk Elek (1973) – Flórián, a papagáj (hang) - A legkisebb ugrifüles I. (1975) – Kutya; Szarka (+ Harsányi Gábor) (hang) - Mikrobi II. (1975) – Csiga #3; Csiga #4 (hang) - Vakáción a Mézga család (1978) – Ausztrál rendőr; Filmrendező (hang) - Pityke (1979) – Lórika (hang) - A nagyeszű sündisznócska (1981) – Kakukk (hang) - A Pincérfrakk utcai cicák (1984) – Komondor; Csíkosbunda Kázmér bácsi (hang) - Macskafogó (1986) – 411-es egér fogoly; Gyurika papagáj (hang) |

### Forgatókönyvíróként
- Frici, a vállalkozó szellem (1992)

## Szinkronszerepei

### Filmek
| Év   | Cím                                                                      | Szereplő                             | Színész            | Szinkron év |
| ---- | ------------------------------------------------------------------------ | ------------------------------------ | ------------------ | ----------- |
| 1931 | Címlapsztori                                                             | P. B. „Pinky” Hartman seriff         | Clarence Wilson    | 1996        |
| 1934 | Az eleven kísértet                                                       | Részeg tengerész                     | Arthur Housman     | 1980        |
| 1936 | Rokonok                                                                  | Részeg                               | Arthur Housman     | 1981        |
| 1939 | Gyerünk, Gyurka!                                                         | G. Hepplewhite                       | George Formby      | 1966        |
| 1939 | Stan és Pan az idegenlégióban (1. magyar szinkron)                       | Oliver Hardy                         | Oliver Hardy       | 1970        |
| 1940 | Boszorkánykonyha                                                         | Pénztáros a hajón                    | N/A                | 1984        |
| 1940 | Majd a Gyurka!                                                           | G. Hepplewhite                       | George Formby      | 1965        |
| 1941 | Tarzan 05.: Tarzan titkos kincse (2. magyar szinkron)                    | O’Doul                               | Barry Fitzgerald   | 2001        |
| 1943 | Stan és Pan, a táncmesterek (1. magyar szinkron)                         | Stan Laurel                          | Stan Laurel        | 1973        |
| 1947 | Hallgatni arany                                                          | Madeleine-t leszólító férfi az utcán | N/A                | 1979        |
| 1953 | A félelem bére (2. magyar szinkron)                                      | Fagylaltárus                         | N/A                | 1970        |
| 1954 | Vörös és fekete (1. magyar szinkron)                                     | N/A                                  | N/A                | 1965        |
| 1959 | Folytassa, tanár úr! (1. magyar szinkron)                                | M. Bean                              | Charles Hawtrey    | 1969        |
| 1960 | Aki szelet vet (2. magyar szinkron)                                      | Riporter a Dinner Table-től          | Addison Richards   | 1973        |
| 1960 | Haragvó tenger                                                           | Howard ezredes                       | Cecil Parker       | 1998        |
| 1961 | West Side Story                                                          | N/A                                  | N/A                | 1978        |
| 1963 | 8½                                                                       | N/A                                  | N/A                | 1969        |
| 1963 | Folytassa, Jack! (1. magyar szinkron)                                    | Walter Bejgli                        | Charles Hawtrey    | 1967        |
| 1963 | Nesze neked csuka!                                                       | Podlinszkij                          | Nyikolaj Panaszjev | 1966        |
| 1963 | Szörnyetegek (1. magyar szinkron)                                        | Képviselő segédje                    | N/A                | 1964        |
| 1964 | Beszéljünk a nőkről                                                      | Autós a benzinkútnál                 | N/A                | 1966        |
| 1965 | Függöny Sheilának                                                        | Drango                               | Keith Baxter       | 1969        |
| 1966 | A gyalogáldozat                                                          | Emile                                | John Abbott        | 1997        |
| 1966 | A Quiller jelentés (2. magyar szinkron)                                  | N/A                                  | N/A                | 1999        |
| 1966 | Rita, a szúnyog                                                          | Camelo unokaöccse                    | N/A                | 1969        |
| 1967 | A légy a dilije                                                          | Papagáj (hang)                       | N/A                | 1991        |
| 1967 | A négyes labor őrültje                                                   | Felügyelő                            | Jean Franval       | 1982        |
| 1967 | A nő hétszer                                                             | Féval                                | Jacques Ciron      | 1977        |
| 1967 | A tigris (2. magyar szinkron)                                            | N/A                                  | N/A                | 1990        |
| 1967 | Folytassa, doktor! (1. magyar szinkron)                                  | Mr. Barron                           | Charles Hawtrey    | 1970        |
| 1970 | Ki lesz a következő?                                                     | George                               | Klaus Schwarzkopf  | 1970        |
| 1971 | Lola                                                                     | N/A                                  | N/A                | 1975        |
| 1971 | Türelmetlen szív                                                         | N/A                                  | N/A                | 1977        |
| 1972 | Balszerencsés Alfréd                                                     | Vizsgáztató                          | Claude Debord      | 1974        |
| 1972 | Balszerencsés Alfréd                                                     | Exhibicionista                       | Jean Mermet        | 1974        |
| 1972 | Folytassa külföldön! (1. magyar szinkron)                                | E. Tuttle                            | Charles Hawtrey    | 1973        |
| 1972 | Mindenki szép, mindenki kedves                                           | Divattervező                         | N/A                | 1974        |
| 1973 | A csodálatos öltöny                                                      | N/A                                  | N/A                | 1976        |
| 1973 | Szép, gazdag nő kis testi hibával férjet keres                           | N/A                                  | N/A                | 1983        |
| 1974 | A pofon                                                                  | Felügyelő tanár                      | N/A                | 1977        |
| 1974 | Az előkelő alvilág                                                       | Rendőr #3                            | N/A                | 1976        |
| 1976 | Papucs és rózsa (2. magyar szinkron)                                     | Chamberlain                          | Kenneth More       | 2000        |
| 1980 | A lator                                                                  | N/A                                  | N/A                | 1982        |
| 1980 | Csillagok háborúja V. – A Birodalom visszavág (2. és 3. magyar szinkron) | Yoda (hang)                          | Frank Oz           | 1995        |
| 1980 | Csillagok háborúja V. – A Birodalom visszavág (2. és 3. magyar szinkron) | Yoda (hang)                          | Frank Oz           | 1997        |
| 1981 | Ómen 3. – A végső összecsapás (2. magyar szinkron)                       | Elnök                                | Mason Adams        | 1999        |
| 1982 | Gandhi                                                                   | Daniels-titkár                       | David Gant         | 1984        |
| 1983 | Az örökség bajjal jár                                                    | N/A                                  | N/A                | 1985        |
| 1983 | Csillagok háborúja VI. – A jedi visszatér (2. és 3. magyar szinkron)     | Yoda (hang)                          | Frank Oz           | 1995        |
| 1983 | Csillagok háborúja VI. – A jedi visszatér (2. és 3. magyar szinkron)     | Yoda (hang)                          | Frank Oz           | 1997        |
| 1983 | James Bond 13.: Polipka (2. magyar szinkron)                             | Gray hadügyminiszter                 | Geoffrey Keen      | 2001        |
| 1984 | Esélylesők                                                               | Ben Caxton                           | Richard Widmark    | 1999        |
| 1985 | Maszk                                                                    | Mr. Adams                            | Lou Felder         | 1990        |
| 1986 | Hajtűkanyar (1. magyar szinkron)                                         | Dr. DeMarco                          | Graham Jarvis      | 1989        |
| 1986 | Nászéjszaka kísértetekkel                                                | N/A                                  | N/A                | 1999        |
| 1987 | A rádió aranykora                                                        | Abercrombie műsorvezetője            | Peter Lombard      | 1988        |
| 1988 | Csupasz pisztoly                                                         | T. Olsen                             | Ed Williams        | 1989        |
| 1989 | Az ex-kommandós 2. – A maffia csapdájában (1. magyar szinkron)           | S. Glassberg                         | Harvey Atkin       | 1994        |
| 1989 | Hajnalodik, és már ez is valami                                          | N/A                                  | N/A                | 1991        |
| 1990 | Oltalmazó ég (2. magyar szinkron)                                        | Narrátor                             | Paul Bowles        | 1999        |
| 1991 | Csupasz pisztoly 2 1/2                                                   | T. Olsen                             | Ed Williams        | 1991        |
| 1994 | Reszkessetek, nem hagyom magam!                                          | Horror (hang)                        | Frank Welker       | 1997        |
| 1995 | Billy Madison – A dilidiák                                               | C. Alphonse                          | Larry Hankin       | 1996        |
| 1997 | Éjfél a jó és rossz kertjében                                            | F. Largent                           | Bob Gunton         | 1999        |
| 1998 | Halálos fegyver 4.                                                       | Benny „Benny bácsi” Chan             | Kim Chan           | 1999        |
| 1999 | Kedvenc marslakóm                                                        | Coleye                               | Wallace Shawn      | 1999        |
| 1999 | Minden héten háború                                                      | Ed Phillips                          | James Karen        | 2000        |
| 1999 | Tea Mussolinivel                                                         | Angol konzul                         | Michael Williams   | 2000        |

### Sorozatok
| Év      | Cím                        | Szereplő                       | Színész            | Szinkron év |
| ------- | -------------------------- | ------------------------------ | ------------------ | ----------- |
| 1966    | Az Angyal V-VI.            | Vogel                          | Vernon Dobtcheff   | 1997        |
| 1968    | Az Angyal V-VI.            | J. Douglas                     | John Robinson      | 1997        |
| 1968    | Az Angyal V-VI.            | Craddock                       | Simon Lack         | 1997        |
| 1968    | Az Angyal V-VI.            | Bainter                        | Blake Butler       | 1997        |
| 1968    | Az Angyal V-VI.            | C. Howard (2. magyar szinkron) | Geoffrey Chater    | 1997        |
| 1986-88 | Sherlock Holmes visszatér  | Ross ezredes                   | Peter Barkworth    | 1997        |
| 1991-93 | Sherlock Holmes naplójából | Charles Augustus Milverton     | Robert Hardy       | 1997        |
| 1992    | Hegylakó I.                | G. Dalou                       | Jean-Claude Deret  | 1997        |
| 1995-96 | Hegylakó IV-V.             | G. Lalonde                     | Ewan „Sudsy” Clark | 1997        |
| 1995-96 | Hegylakó IV-V.             | J. Landry                      | Edward Jewesbury   | 1998        |
| 1998    | Az eljövendő élet 1-4.     | N/A                            | N/A                | 2001        |

### Rajzfilmek
| Év   | Cím                                                        | Szereplő          | Eredeti hang      | Szinkron év |
| ---- | ---------------------------------------------------------- | ----------------- | ----------------- | ----------- |
| 1943 | Pluto – Pluto és a tatu (1. magyar szinkron)               | Narrátor          | Fred Shields      | 1987        |
| 1943 | A pelikán és a szalonka                                    | Narrátor          | Sterling Holloway | 1987        |
| 1951 | Alice Csodaországban                                       | Bolond Kalapos    | Ed Wynn           | 1992        |
| 1966 | Frédi, a csempész-rendész (1. magyar szinkron)             | Hangfelvevő madár | Don Messick       | 1978        |
| 1966 | Frédi, a csempész-rendész (1. magyar szinkron)             | Dínó              | Mel Blanc         | 1978        |
| 1970 | Gáspár, a kovács                                           | N/A               | N/A               | 1977        |
| 1975 | Hugó, a víziló                                             | Papagáj           | N/A               | 1975        |
| 1979 | Münchhausen báró csodálatos kalandjai (1. magyar szinkron) | Fürge             | N/A               | 1981        |
| 1981 | Alice Csodaországban                                       | Treff négyes      | N/A               | 1984        |
| 1982 | Maci Laci ajándéka (1. magyar szinkron)                    | Kandúr Bandi      | Daws Butler       | 1990        |
| 1986 | Mesék a hó alatt                                           | Páfrány           | Jiří Císler       | 1990        |
| 1987 | A kincses sziget                                           | Ben Gunn          | N/A               | 1992        |
| 2000 | József, az álmok királya                                   | Szolga            | René Auberjonois  | 2001        |

### Rajzfilmsorozatok
| Év      | Cím                                              | Szereplő                       | Eredeti hang                  | Szinkron év |
| ------- | ------------------------------------------------ | ------------------------------ | ----------------------------- | ----------- |
| 1958-61 | Inci, Finci és Kandúr Bandi (1. magyar szinkron) | Kandúr Bandi                   | Daws Butler                   | 1963-65     |
| 1961    | Háp Háp Dudli (1. magyar szinkron)               | Fibber Róka (12 részben)       | Daws Butler                   | 1972        |
| 1961-64 | Frédi és Béni II-V. (1. magyar szinkron)         | Dínó                           | Mel Blanc                     | 1969-80     |
| 1961-64 | Frédi és Béni II-V. (1. magyar szinkron)         | További szereplő               | N/A                           | 1969-80     |
| 1963-65 | Ken, a farkasfiú                                 | N/A                            | N/A                           | 1976        |
| 1963-65 | Magilla Gorilla (2. magyar szinkron)             | Őrült tudós                    | N/A                           | 2000        |
| 1967-69 | Rumcájsz kalandjai I-II. (1. magyar szinkron)    | Mesélő                         | Karel Höger                   | 1973-76     |
| 1972    | Klasszikus mesék fesztiválja                     | Csizmás KandúrTovábbi szereplő | N/A                           | 1991        |
| 1974    | Münchhausen báró kalandjai 3-4.                  | MacskaPáva                     | Garri Grinyevics              | 1981        |
| 1974    | Münchhausen báró kalandjai 3-4.                  | Fekete szakállas kalóz         | Viktor Szergacsov             | 1980        |
| 1975    | Maja, a méhecske I.                              | Szúrós légy                    | N/A                           | 1991        |
| 1976    | Jamie és a csodalámpa I. (1. magyar szinkron)    | Fonák Tamás, az ellenkandúr    | Brian Trueman                 | 1979        |
| 1978    | Jamie és a csodalámpa II-III.                    | Fonák Tamás, az ellenkandúr    | Brian Trueman                 | 1985        |
| 1979    | Jamie és a csodalámpa II-III.                    | Fonák Tamás, az ellenkandúr    | Brian Trueman                 | 1990        |
| 1980    | Vrungel kapitány kalandjai                       | 00X ügynök                     | Grigorij Spigel               | 1983        |
| 1980    | Vrungel kapitány kalandjai                       | 00X ügynök                     | Georgij Kiszljuk (ének)       | 1983        |
| 1981    | Mickey és Donald                                 | Narrátor                       | N/A                           | 1987        |
| 1981    | Rumcájsz kalandjai III.                          | Mesélő                         | Eduard Cupák                  | 1984        |
| 1982    | Jankó, a fazekas                                 | Mesélő                         | N/A                           | 1986        |
| 1983-85 | Tömlöcök és sárkányok                            | Sárkánymester                  | Sidney Miller                 | 1991-92     |
| 1985    | Praclifalva lakói 1-13.                          | Dzsinn                         | Scatman Crothers              | 1989        |
| 1985    | Pufóka kalandjai I/1-13.                         | N/A                            | N/A                           | 1988        |
| 1985-86 | Maci Laci kincset keres I-II/10-12.              | Kandúr Bandi                   | Daws Butler                   | 1991        |
| 1985-86 | Maci Laci kincset keres I-II/10-12.              | Papagáj Pipike                 | N/A                           | 1991        |
| 1987    | Kacsamesék I.                                    | Doofy                          | Brian Cummings                | 1990-92     |
| 1989    | Denver, az utolsó dinoszaurusz II.               | SmidgenKakadu                  | N/A                           | 1991        |
| 1989    | A Simpson család I-VIII./1-178.                  | Ch. M. Burns                   | Christopher Collins (1. évad) | 1998-2001   |
| 1990-96 | A Simpson család I-VIII./1-178.                  | Ch. M. Burns                   | Harry Shearer                 | 1998-2001   |
| 1990    | Balu kapitány kalandjai (1. magyar szinkron)     | Fűrészke                       | Charles Adler                 | 1992        |
| 1996    | Szindbád fantasztikus utazásai                   | N/A                            | N/A                           | 1998        |
| 1997    | Űrdinkák I.                                      | További szereplő               | N/A                           | 1999        |

## Könyvei
- Kiadom magam. Szerzői magánkiadás, 1987. ISBN 963-500-596-2
- Megmondtam százszor... / Az én rendszerváltásom. Heraldika, 1998. ISBN 963-85853-0-7